# Коржівка (Хмельницький район)

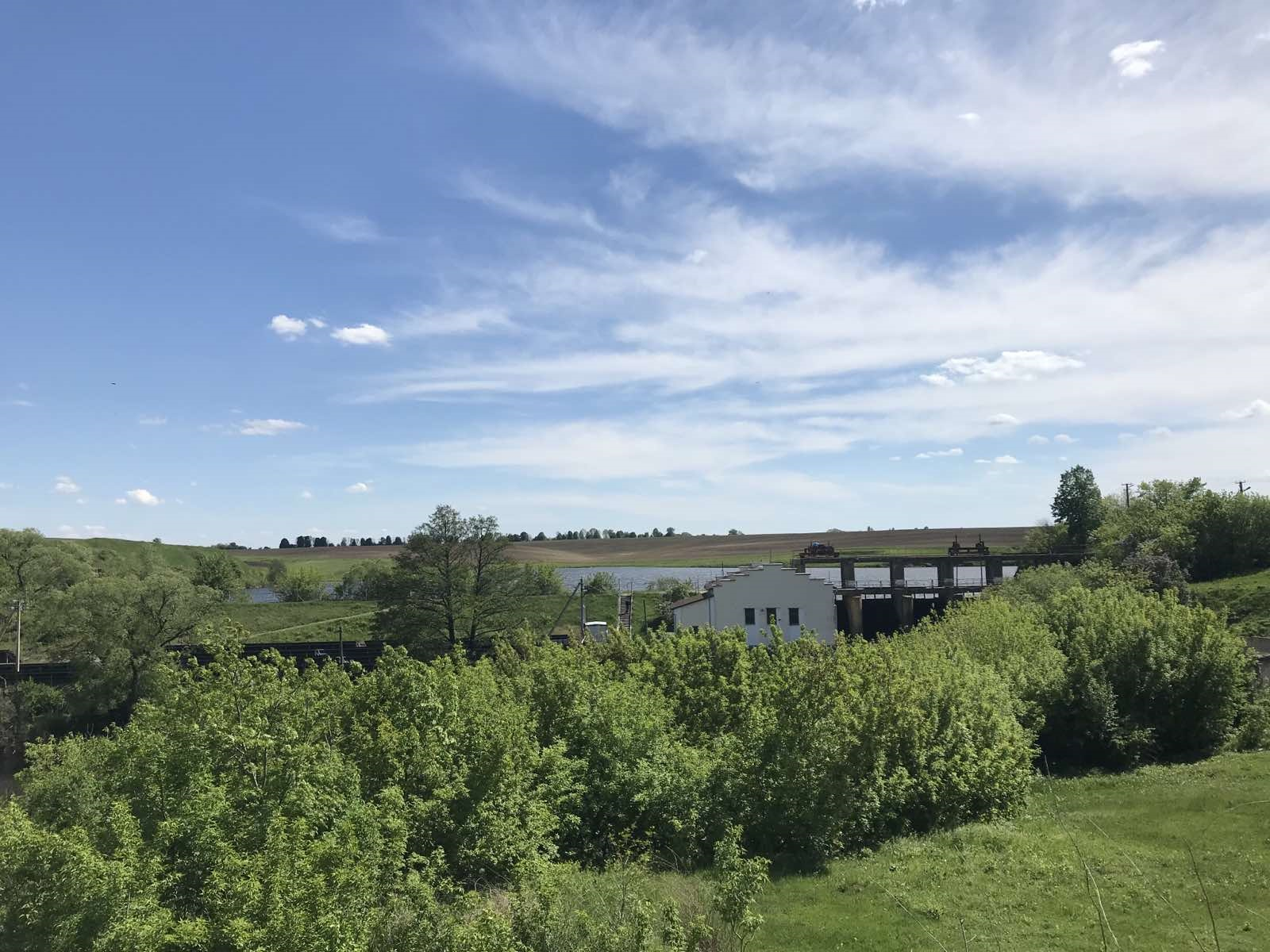
Гідроелектростанція в селі Коржівка

Ко́ржівка — село в Україні, у Староостропільській сільській громаді Хмельницького району Хмельницької області. Населення становить 420 осіб.
Орган місцевого самоврядування — Староостропільська сільська рада. Розташоване на лівому березі річки Случ, за 8 км від центру громади - с. Старий Остропіль та за 84 км від районного та обласного центру - м. Хмельницького.
с. Коржівка - центр Коржівського старостату, до складу якого входить також с. Махаринці. Село багате на мальовничі краєвиди та природні місця відпочинку.

## Археологічні дані
На території села було розташоване трипільське поселення. В урочищі Токарівщина – сліди поселення кінця бронзової – початку залізної доби. В північно-західній частині Коржівки, на першій надзаплавній терасі лівого берега Случі знайдене  скіфське селище. На правому березі Случі - давньоруське селище розмірами 300 на 100 метрів. У північно-західному напрямі від села, в урочищі Баштан знайдено давньоруський могильник XII – XIII століть. Розкопками 1977 року тут виявлено десять ґрунтових поховань із західною орієнтацією. В деяких із них знайдено мідні скроневі підвіски та уламки парчових стрілок.

## Символіка
Затверджена 25 червня 2024р. рiшенням №11 сесії сільської ради. Автор - В.М.Напиткін.

### Герб
В лазуровому щиті золоте колесо водяного млина, супроводжуване вгорі срібним Покровом з золотими хрестами. Лазурова база відділена срібним трипільським візерунком у вигляді безконечників. Щит вписаний в золотий декоративний картуш і увінчаний золотою сільською короною. Унизу картуша напис "КОРЖІВКА".

### Прапор
Квадратне полотнище горизонтально розділене білим трипільським візерунком у вигляді безконечників у співвідношенні 3:1 на зелену і синю смуги. В центрі прапора жовте колесо водяного млина, над яким білий Покров з жовтими хрестами.

### Значення символів
Лазурова база означає ріку Случ, срібні хвилі зображені у вигляді трипільського візерунка, що означає давнє трипільське поселення, золоте колесо млина символізує перший водяний млин в селі, навколо якого зводилися будинки, срібний покров означає церкву Покрови Пресвятої Богородиці.

## Історія села
Територія Коржівки за інвентарем 1620 року входила до домену князів Острозьких (вказані сусідні населені пункти, такі як Вишнє Поле (с. Вишнопіль), Макаринці (с. Махаринці), с. Старий Остропіль тощо).
Сучасне село Коржівка засноване в XIX столітті. Володів селом пан Антон Крашевський.
Коржівка почала забудовуватися з початком будівництва водяного млина на річці Случ. На лівому березі річки Случ пан Крашевський виділив поблизу млина невеликий клаптик землі для забудови хат для робітників млина і наділив землі для підсобного господарства.
Наприкінці XIX століття нараховувалося 36 будинків і 108 жителів. Землі селянської - 302 десятин, фільварочної - 423 десятин.
На початку XX століття територія села входила до складу Волинської губернії.
7 (20) листопада 1917 року, відповідно до Третього Універсалу Української Центральної Ради, увійшло до складу Української Народної Республіки.
На початку 1918 року після поразки Перших визвольних змагань в Коржівці створилася сільська рада, підпорядкована радянській владі.
За розпорядженням сільської ради відкривається початкова школа. У вересні 1920 року у школі навчалося 48 учнів, було 2 вчителі.
В 1922 році забудовуються перші хати вулиці Лесі Українки, Комсомольської (нині - Миру) а також продовження вулиці Тараса Шевченка.
1923 року організовується читальня.
За часів Великого сталінського терору 1937-1938 рр., за словами місцевих жителів, в селі було репресовано близько 70 осіб. З них реабілітовано лише 29.
1935 року внаслідок нового адміністративно-територіального поділу входить до новоствореного Остропільського району (був ліквідований в 1959 році, потім - Старокостянтинівський район).
В липні 1941 року гітлерівці захопили всю територію Хмельницької області (на той час і до 1954 року - Кам'янець-Подільської області), у тому числі і с. Коржівка. В березні 1944 року село було звільнене радянськими військами.  Протягом 50-х років після затяжної війни було відновлене народне господарство - місцевий колгосп. Також за цей період була збудована гідроелектростанція.
З 24 серпня 1991 року входить до складу Незалежної України.
До 2020 року існувала окрема Коржівська сільська рада, та після Місцевих виборів 25 жовтня 2020 року в рамках децентралізації ліквідована, село відходить до складу Староостропільської сільської ради.
12 червня 2020 року, відповідно до розпорядження Кабінету Міністрів України № 727-р «Про визначення адміністративних центрів та затвердження територій територіальних громад Хмельницької області», увійшло до складу Староостропільської сільської громади.
19 липня 2020 року, після ліквідації Старокостянтинівського району, село увійшло до Хмельницького району.

## Населення

### Мова
Розподіл населення за рідною мовою за даними перепису 2001 року:
| Мова       | Кількість | Відсоток |
| ---------- | --------- | -------- |
| українська | 468       | 99.15%   |
| російська  | 4         | 0.85%    |
| Усього     | 472       | 100%     |

## Інфраструктура
У Коржівці функціонують гідроелектростанція; будинок культури. Існує кілька невеликих підприємств, які займаються вирощуванням зернових культур (ФГ "Мальви", ФГ "Васильки" тощо); магазини продовольчих товарів.
До 2008 року в селі функціонував колгосп.
2019 року припинила свою діяльність Коржівська загальноосвітня школа І-ІІ ступенів.

## Пам'ятки та пам'ятники
На центральній площі села розташована Церква Покрови Пресвятої Богородиці. На території церкви стоїть пам'ятник воїнам-односельчанам, які воювали на фронтах Другої Світової війни та пам'ятник жертвам сталінських репресій 1937-1938 років.

## Клімат і рельєф
Клімат помірно континентальний з м'якою зимою (середня температура січня −5 °C) і теплим, вологим (середня температура липня +19 °C) літом. Кількість опадів, 70 % яких припадає на теплий період, становить 500—640 мм на рік. Село розташоване на Подільській височині. Територією с. Коржівки протікає р. Случ. У геоструктурному відношенні територія села пов'язана з Українським щитом і його Західним схилом. 

## Галерея

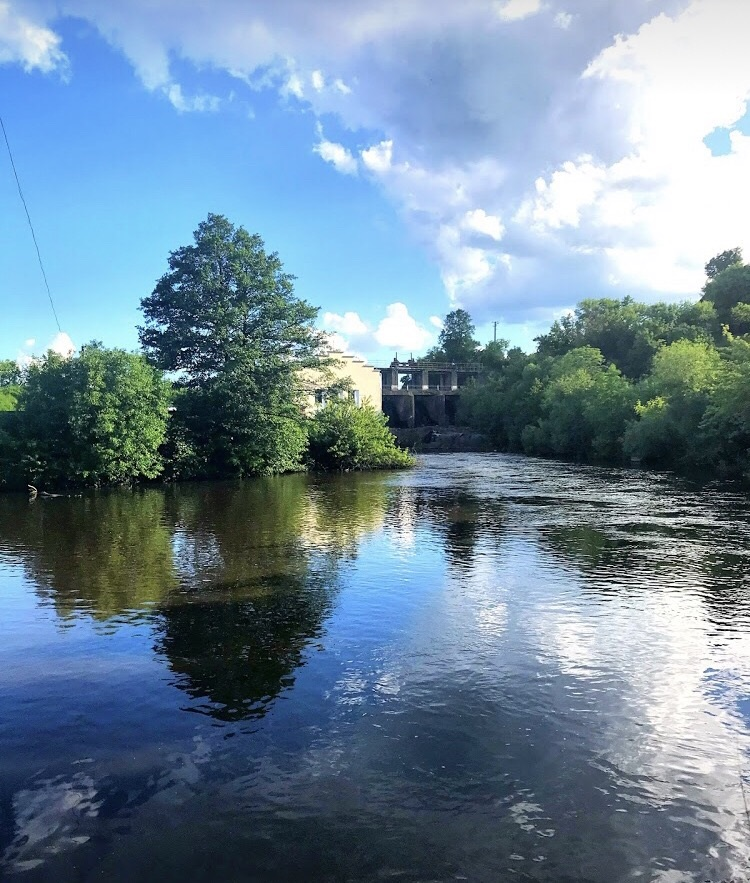
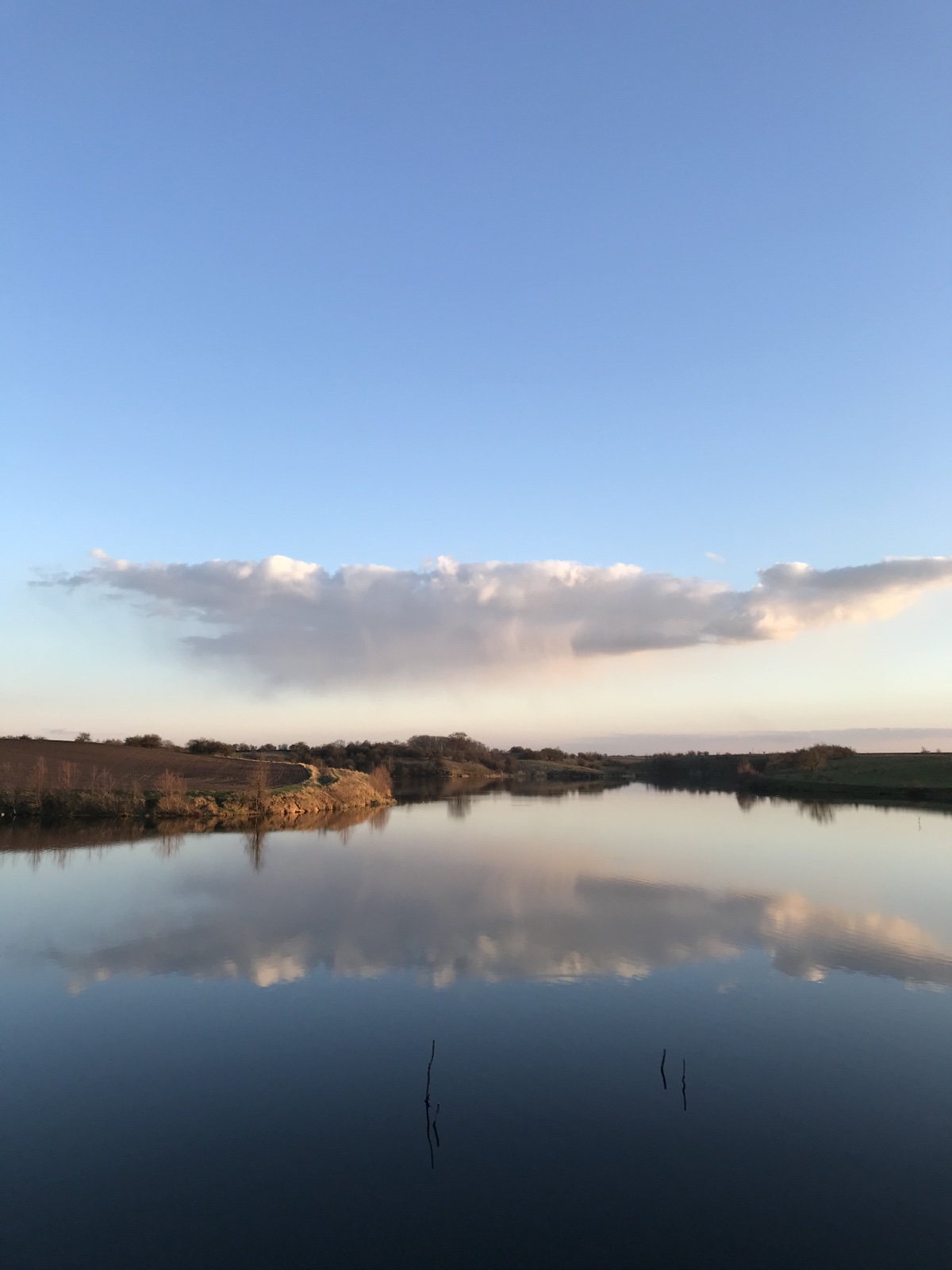
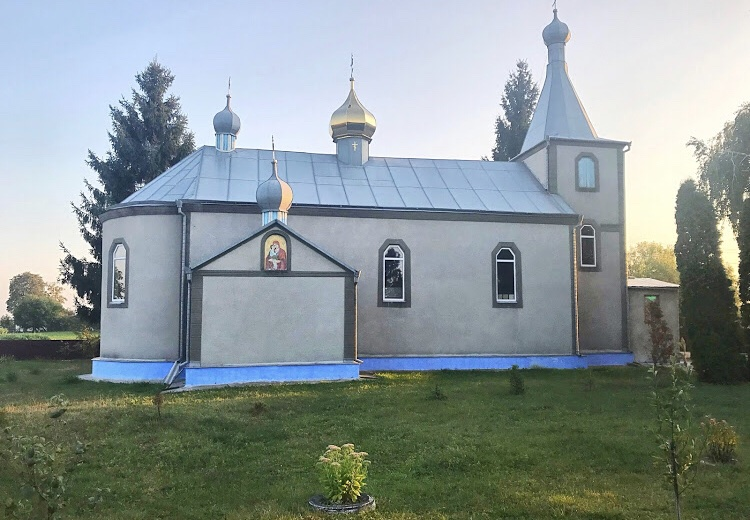
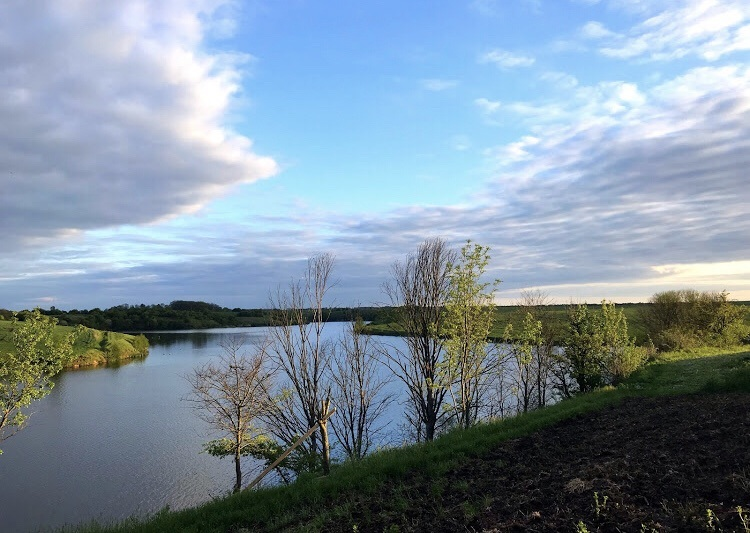
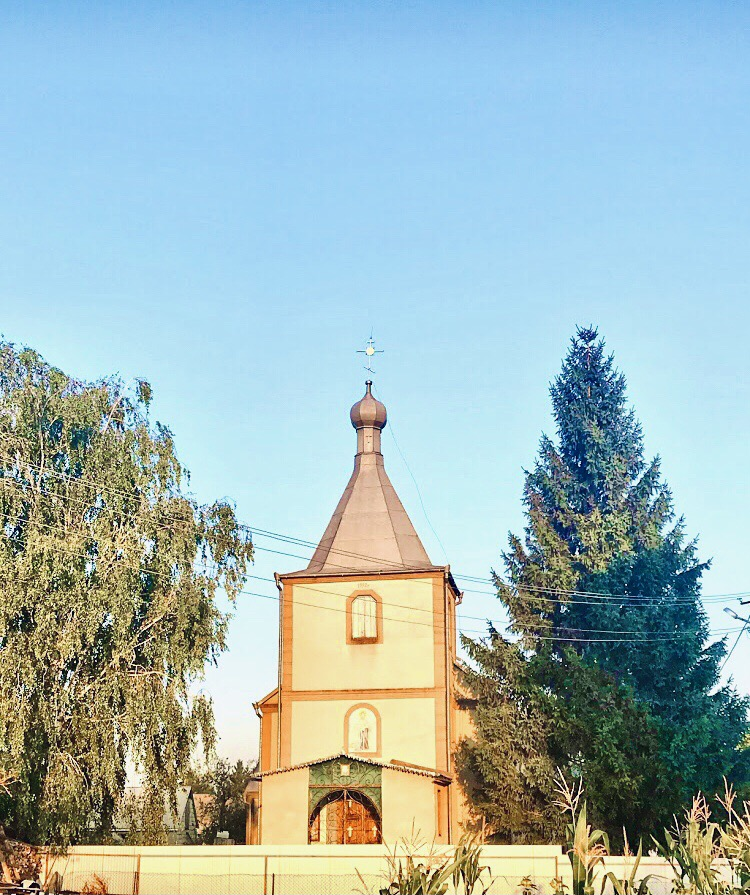
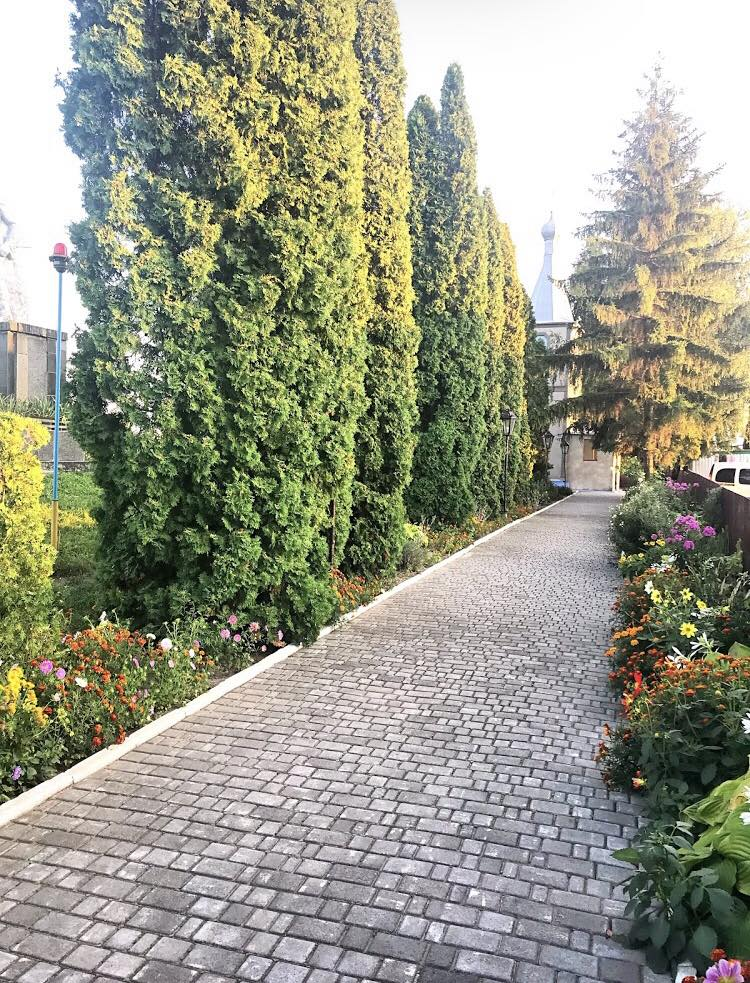